# Taizihe
Taizihe är ett stadsdistrikt i Liaoyang i Liaoning-provinsen i nordöstra Kina.